# Mariëtte Haveman
Mariëtte Haveman (Rotterdam, 10 april 1957) is sinds 1989 hoofdredacteur van het tijdschrift Kunstschrift. Sinds 2003 is zij tevens uitgever van dit tijdschrift, dat de voortzetting vormt van de losbladige uitgave Openbaar kunstbezit.

## Leven en werk
Haveman schreef naast essays en artikelen over kunst, fotografie en literatuur de boeken Over Fotografen, koorddansers boven een gat in de markt (1992), Het feest achter de gordijnen, schilders van de negentiende eeuw (1996) en Zwarte Rook, over fotografie en steenkool (2003). 
Als hoofdredacteur/uitgever van Kunstschrift is zij tevens uitgever en co-redacteur van het boek Ateliergeheimen, over de werkplaats van de Nederlandse kunstenaar tussen 1200 en heden (2007). Dit boek, een bundel van zeventien essays door kenners en wetenschappers, kwam tot stand dankzij de Prins Bernhard Cultuurfonds Prijs voor de Geesteswetenschappen die in 2000 aan Kunstschrift werd toegekend.
December 2016 verscheen onder haar redactie "Het reizende detail in de kunst van 1400 tot 1500". Dit boek, een bundel essays over de verspreiding van het idioom van de noordelijke kunst van de late middeleeuwen, werd gemaakt ter viering van het veertigjarige jubileum van Kunstschrift. 
In 2018 gaf zij de Kees Fenslezing in de Rode Hoed in Amsterdam, onder de titel Het belang van de bijzaak, over kunst en herinnering.
Sindsdien schrijft zij ook in NRC Handelsblad, en vanaf 2025 in de Volkskrant over kunst en erfgoed.
Op 28 oktober 2022 werd zij benoemd als erelid van de Vereniging Nederlandse Kunsthistorici (V.N.K.). Het laudatio benoemde haar 'unieke rol in het kunsthistorische vak in Nederland' als hoofdredacteur van het tijdschrift Kunstschrift en schrijver over kunst. 'Haveman neemt geen genoegen met voorspelbare beschrijvingen of academische clichés. Zij heeft geen behoefte te laten zien hoeveel zij weet, maar lijkt zich steeds af te vragen wat de beste manier is om een onderwerp te bekijken en te beschrijven, welke kennis de moeite waard is voor de rest van de wereld. Deze werkmethode doet denken aan die van de romanschrijver, die zij ook is.'
In 2015 verscheen de roman "Het huis achter de wilgen"), een verhaal dat zich gedeeltelijk afspeelt in het Drentse Werwolda van begin 20ste eeuw, en gedeeltelijk in het begin van de 21ste eeuw. De centrale vraag is in hoeverre de geschiedenis zich laat reconstrueren. Daarnaast toont het, via de twee hoofdpersonages Virginia en Marijn, hoe elke tijd zijn eigen morele en existentiële problemen met zich meebrengt. Deze roman volgt vijf jaar na "De Vrouwenvanger" (2010), geschreven vanuit het perspectief van een elfjarig kind, over een man die zijn omgeving terroriseert. Dit verhaal gaat onder meer over de geleidelijke metamorfose van redelijke idealen in onredelijk gedrag, en over de manier waarop een kind is overgeleverd aan de volwassen wereld. Eerder schreef zij de roman De foto van Faye Finsbury (2008). Deze roman speelt in het Londen van 1978, 1979, het jaar waarin Margaret Thatcher aan de macht kwam en de Engelse economie een dieptepunt bereikte. De winter van 1978 wordt nog steeds aangeduid als The winter of discontent. In die winter, en op die plaats, ontvouwt zich het drama van Maria van Enschede. Een drama dat zich, met de heldin, beweegt van de voorstad Pastures Green naar de oude wijk in het Londense East End, Spitalfields, om ten slotte aan te spoelen op de zuidoever van de Theems. Het boek is geschreven vanuit het perspectief van de hoofdfiguur, die haar opvattingen over de kunst en het leven tracht te verwerkelijken in het theater.